# 十號鎮區 (阿肯色州本頓縣)
十號鎮區（英語：Township 10）是位於美國阿肯色州本頓縣的一個行政鎮區。根據2010年美國人口普查，該地共人口16402人，而該地的面積約為113.57平方千米。

## 地理
十號鎮區的座標為36°27′13″N 94°18′29″W / 36.45361°N 94.30806°W。